# David Rangel
José David Rangel Torres (ur. 12 listopada 1969 w San Luis Potosí) – meksykański piłkarz występujący najczęściej na pozycji pomocnika, obecnie trener.

## Kariera klubowa
Rangel jest wychowankiem pierwszoligowego zespołu Atlético Potosino. W meksykańskiej Primera División zadebiutował 27 listopada 1988 w przegranym 0:3 spotkaniu z Irapuato, kiedy to przebywał na boisku do 57 minuty. Swojego pierwszego gola w profesjonalnej karierze strzelił już w barwach Tampico Madero, w wygranym 2:0 meczu z ówczesnym mistrzem kraju, Amériką. W latach 1990–1996 reprezentował barwy stołecznego Cruz Azul, z którym wywalczył wicemistrzostwo kraju w sezonie 1994–1995. Następnie przez długi czas występował w czołowym zespole ligi, Toluce, gdzie wraz z kolegami trzykrotnie zdobywał tytuł mistrzowski. Później zaliczył regularne występy w Atlante. Grał też w Jaguares, będąc przeważnie rezerwowym. Taką samą rolę pełnił po powrocie do Toluki, w latach 2004–2005. Ostatnim meczem w jego karierze było rozegrane 8 maja 2005 spotkanie z Monterrey, wygrane przez Czerwone Diabły 3:1. Rangel grał od początku i został zmieniony w 77 minucie. Karierę piłkarza zakończył po sezonie Apertura 2005, w wieku 36 lat.

## Kariera reprezentacyjna
Rangel zanotował 2 występy na Igrzyskach Olimpijskich 1992 – w meczach z Danią i Australią. Meksyk ostatecznie nie wyszedł z grupy. Zawodnik został też powołany na Puchar Konfederacji 2001, gdzie również wystąpił dwukrotnie.

## Statystyki kariery
| Klub      | Sezon     | Kraj    | Rozgrywki        | Liga  | Liga |
| Klub      | Sezon     | Kraj    | Rozgrywki        | Mecze | Gole |
| --------- | --------- | ------- | ---------------- | ----- | ---- |
| Toluca    | 2005-2006 | Meksyk  | Primera División | 0     | 0    |
| Toluca    | 2004-2005 | Meksyk  | Primera División | 11    | 0    |
| Jaguares  | 2003-2004 | Meksyk  | Primera División | 5     | 0    |
| Jaguares  | 2002-2003 | Meksyk  | Primera División | 12    | 0    |
| Atlante   | 2002-2003 | Meksyk  | Primera División | 18    | 0    |
| Atlante   | 2001-2002 | Meksyk  | Primera División | 9     | 0    |
| Toluca    | 2001-2002 | Meksyk  | Primera División | 16    | 0    |
| Toluca    | 2000-2001 | Meksyk  | Primera División | 22    | 0    |
| Toluca    | 1999-2000 | Meksyk  | Primera División | 33    | 0    |
| Toluca    | 1998-1999 | Meksyk  | Primera División | 32    | 0    |
| Toluca    | 1997-1998 | Meksyk  | Primera División | 33    | 0    |
| Toluca    | 1996-1997 | Meksyk  | Primera División | 34    | 0    |
| Cruz Azul | 1995-1996 | Meksyk  | Primera División | 21    | 2    |
| Cruz Azul | 1994-1995 | Meksyk  | Primera División | 6     | 0    |
| Cruz Azul | 1993-1994 | Meksyk  | Primera División | 4     | 0    |
| Cruz Azul | 1992-1993 | Meksyk  | Primera División | 29    | 2    |
| Cruz Azul | 1991-1992 | Meksyk  | Primera División | 16    | 0    |
| Cruz Azul | 1990-1991 | Meksyk  | Primera División | 20    | 1    |
| Tampico   | 1989-1990 | Meksyk  | Primera División | 19    | 2    |
| Potosino  | 1988-1989 | Meksyk  | Primera División | 13    | 0    |
| Ogólnie   | Ogólnie   | Ogólnie | Ogólnie          | 353   | 7    |

| Reprezentacja | Rok     | Mecze | Gole |
| ------------- | ------- | ----- | ---- |
| Meksyk        | 2001    | 5     | 0    |
| Ogólnie       | Ogólnie | 5     | 0    |

## Osiągnięcia

### Cruz Azul
- Drugie miejsce
  - Primera División de México: 1994–1995

### Toluca
- Zwycięstwo
  - Primera División de México: Verano 1998, Verano 1999, Verano 2000, Apertura 2005
- Drugie miejsce
  - Puchar Mistrzów CONCACAF: 1998
  - Primera División de México: Invierno 2000